# Prohlášení Českého komitétu zahraničního
Prohlášení Českého komitétu zahraničního z 14. listopadu 1915 v Paříži bylo provolání 11 zástupců zahraniční akce, ve kterém formulovali své úsilí o vznik samostatného československého státu.

## Vznik Prohlášení
Český komitét zahraniční vznikl nedlouho předtím jako první politický orgán zahraničního odboje koncem října 1915. Prohlášení podepsali poslanci říšské rady Tomáš Garrigue Masaryk a Josef Dürich, dále za spolky v Rusku Bohumil Čermák, za Národní sdružení v Chicagu Dr. Ludvík Fischer, Karel Pergler a Emanuel Voska, za Výbor české kolonie a českých dobrovolníků v Paříži František Kupka, za Československý socialistický spolek Rovnost v Paříži Antonín Veselý, za České konání v Anglii Jan Sýkora a František Kopecký a za redakci Čechoslováka v Petrohradě Bohdan Pavlů.

## Obsah Prohlášení
Prohlášení informovalo o politickém pozadí, o vzniku Komitétu a jeho úsilí o samostatný československý stát. Tak se stalo základním kamenem československých akcí za prosazení vzniku a uznání samostatného Československa.